# Barranc de Xeresa
El Barranc de Xeresa o de Calafat naix al massís del Mondúber, és un barranc que discorre pel terme de Xeresa (Safor).
El barranc travessa el nucli urbà en una conca de recepció en forma de ferradura i va a parar a la marjal de Xeresa. El barranc s'ha vist modificat per l'home des de l'establiment de conreus. El 1953 hi hagué una sèrie d'obres en el perfil de la rambla, sobretot en trams urbans. Es va aplanar el jaç, es van fer murs laterals, primer amb grans còdols i graves, després amb ciment. Finalment, el 1957 es va cobrir amb formigó el barranc per la part superior.